# Lucille Teasdale-Corti
Lucille Teasdale-Corti (Montreal, 30 de janeiro de 1929 — Besana in Brianza, 1 de agosto de 1996) foi uma médica e missionária canadense e naturalizada italiana, e que escolheu trabalhar num hospital na Uganda por quase toda a sua vida.
Lucille fica como o mais célebre exemplo de dedição à medicina desenvolvida com heroísmo até o fim tão sofrido do seu caminho— Rita Levi-Montalcini

## Biografia
Nascida em Montreal, foi a quarta de sete filhos
 e nunca teve um bom relacionamento com sua mãe por causa da depressão desta última . Estudou num colégio de freiras, mas sempre tinha um espirito rebelde. Amava o hockey.
Formou-se em 1955 e conseguiu entrar no Hospital Sainte Justine pour les Enfantes de Montreal para especializar-se em cirurgias. O seu pedido de ingressar em muitos hospitais dos Estados Unidos foi recusada "... pois era mulher..." e isto marcou muito a profissão de Lucille. Mas foi no Canadá que conheceu um jovem médico italiano, o doutor Piero Corti, que estava lá para fazer sua terceira especialização em pediatria, depois de já se ter especializado em radiologia e neuropsiquiatria. 
Em 1960, durante um cruzeiro à França, recebeu a proposta que mudou radicalmente sua vida: o doutor Piero Corti lhe pediu para ir com ele trabalhar em Uganda, para construir um pavilhão de cirurgia no pequeno Lacor Hospital no distrito de Gulu. Nesse hospital, trabalhava também o amigo Frei Toni Biasin. Em 10 de junho de 1961, Lucille fiz a primeira cirurgia, que foi uma cesariana.

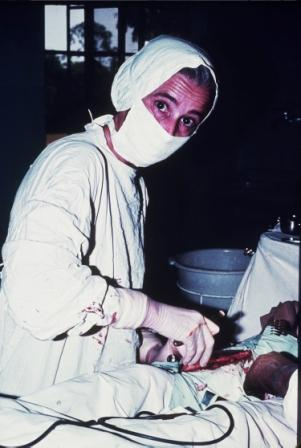
Lucille na sala operatória

Casou-se com o doutor Corti em 5 de dezembro de 1961, e em 17 de novembro de 1962 nasceu Dominique, a filha primogênita do casal.
Trabalhou sempre intensamente com a intenção de formar o povo local na atividade médica e de enfermeiros. . Distinguiu-se sobretudo na educação das mulheres da tribo Acoli que, crendo na superstição, deixavam morrer suas crianças de doenças nas bocas, porque consultavam sempre os bruxos em vez dos médicos. 

## Seus últimos anos de vida
Foi numa das suas inúmeras cirurgias que Lucille contraiu o vírus da AIDS, mas continuou a trabalhar sete horas por dia. Quando a doença entrava nas fases agudas, ela voltou à Itália para se convalescer no Hospital San Raffaele, de Milão.
Em abril de 1991, ela foi nomeada membro honorário do Royal College of Physicians and Surgeons of Canada em Ottawa . Recebeu também um Prêmio de Excelência para o Centro Internacional pela Causa Africana de Montreal, e uma carta enviada pelas Nações Unidas que a homenageava por ...sua identificação com o sofrimento das pessoas subdesenvolvidas... o seu trabalho na Uganda é a prova que os doentes de AIDS podem ter uma vida rica e ativa... .
Após 11 anos de combate, faleceu em 1 de agosto de 1996, em Besana in Brianza, perto de Milão, onde decidiu passar tranquilamente seus últimos meses de vida. .